# WTA Elite Trophy 2016 – ženská čtyřhra
Ženská čtyřhra WTA Elite Trophy 2016 probíhala na počátku listopadu 2016. Do deblové soutěže čuchajského tenisového turnaje nastoupilo šest dvojic na pozvání pořadatelů. Obhájcem titulu byl čínský pár Liang Čchen a Wang Ja-fan, který do turnaje obdržel divokou kartu, a jenž nepostoupil ze základní skupiny.
Vítězem čtyřhry se stal druhý nasazený pár složený z turecké tenistky İpek Soyluové a Číňanky Sü I-fan, který ve finále zdolal domácí turnajové šestky Jang Čao-süan a Jou Siao-ti výsledkem 6–4 a 3–6, až v rozhodujícím supertiebreaku poměrem míčů [10–7]. Žádná z hráček nezískala do žebříčku WTA body a dvojice si rozdělila finanční odměnu ve výši 61 600 dolarů.
Pro obě to byl premiérový společný titul na okruhu WTA Tour.

## Nasazení párů
1. Andreja Klepačová /  Arantxa Parraová Santonjaová (základní skupina)
2. Sü I-fan /  İpek Soyluová (vítězky)
3. Anastasia Rodionovová /  Olga Savčuková (základní skupina)
4. Oxana Kalašnikovová /  Tatjana Mariová (základní skupina)
5. Liang Čchen /  Wang Ja-fan (základní skupina)
6. Jang Čao-süan /  Jou Siao-ti (finále)

## Soutěž
| Legenda                                                       |                                                                        |                                                   |
| - Q – kvalifikant - WC – divoká karta - LL – šťastný poražený | - Alt – náhradník - SE – zvláštní výjimka - PR/SR – žebříčková ochrana | - w/o – bez boje - r – skreč - d – diskvalifikace |

### Finále
| Finále |                           |   |   |      |
|        |                           |   |   |      |
|        |                           |   |   |      |
| 6/WC   | Jang Čao-süan Jou Siao-ti | 4 | 6 | [7]  |
| 2      | İpek Soyluová Sü I-fan    | 6 | 3 | [10] |

### Lotosová skupina
|       |                                             | Klepačová Parra Santonjaová | Kalašnikovová Mariová | Yang Jou              | Zápasy | Sety       | Hry          | Pořadí |
| 1.    | Andreja Klepačová Arantxa Parra Santonjaová |                             | 6–1, 7–6(7–1)         | 3–6, 3–6              | 1–1    | 2–2 (50 %) | 19–19 (50 %) | 2.     |
| 4.    | Oxana Kalašnikovová Tatjana Mariová         | 1–6, 6–7(1–7)               |                       | 1–6, 7–6(7–3), [10–7] | 1–1    | 2–3 (40 %) | 16–25 (39 %) | 3.     |
| 6./WC | Jang Čao-süan Jou Siao-ti                   | 6–3, 6–3                    | 6–1, 6–7(3–7), [7–10] |                       | 1–1    | 3–2 (60 %) | 24–15 (62 %) | 1.     |

### Orchidejová skupina
|       |                                      | Soyluová Sü      | Rodionovová Savčuková | Liang Wang       | Zápasy | Sety       | Hry          | Pořadí |
| 2.    | İpek Soyluová Sü I-fan               |                  | 6–3, 6–4              | 6–4, 3–6, [10–6] | 2–0    | 4–1 (80 %) | 22–17 (56 %) | 1.     |
| 3.    | Anastasia Rodionovová Olga Savčuková | 3–6, 4–6         |                       | 6–4, 7–5         | 1–1    | 2–2 (50 %) | 20–21 (49 %) | 2.     |
| 5./WC | Liang Čchen Wang Ja-fan              | 4–6, 6–3, [6–10] | 4–6, 5–7              |                  | 0–2    | 1–4 (20 %) | 19–23 (45 %) | 3.     |